# FK Dukla Banská Bystrica
MFK Dukla Banská Bystrica (phát âm tiếng Slovak: [ˈdukla ˈbanskaː ˈbistɾitsa]) là một câu lạc bộ bóng đá Slovakia đến từ thị trấn Banská Bystrica. Câu lạc bộ thi đấu tại Sân vận động SNP. Sau khi xuống khỏi Slovak 2. liga năm 2017, đội bóng dừng hoạt động.

## Lịch sử
- 1965 - Thành lập với tên gọi VTJ Dukla Banská Bystrica
- 1967 - Đổi tên thành AS Dukla Banská Bystrica
- 1975 - Đổi tên thành ASVS Dukla Banská Bystrica
- 1984 - Lần đầu tiên thi đấu châu Âu, 1985
- 1992 - Đổi tên thành FK Dukla Banská Bystrica
- 2017 - Hợp nhất với ŠK Kremnička và đổi tên thành MFK Dukla Banská Bystrica

## Danh hiệu

### Trong nước
Czechoslovakia
- Czechoslovak First League (1925-93)
  - Hạng tư (1): 1983-84
- 1.SNL (thứ 1 Slovak National football league) (1969-1993)
  -  Vô địch (1): 1982-83

 Slovakia
- Giải bóng đá vô địch quốc gia Slovakia (1993-nay)
  -  Á quân (1): 2003-04
- Slovenský Pohár (Cúp bóng đá Slovakia) (1961-)
  -  Vô địch (2): 1981, 2005
  -  Á quân (3): 1970, 1984, 1999

#### Vua phá lưới Tiệp Khắc và Slovakia
Đây là danh sách vua phá lưới của Czechoslovak League từ 1944-1945 đến 1992-93. Kể từ 1993-94 là Slovak League.
| Năm     | Vua phá lưới    | G  |
| ------- | --------------- | -- |
| 1968-69 | Ladislav Petráš | 20 |
| 1994-95 | Robert Semenik  | 18 |

1Shared award

## Câu lạc bộ liên kết
Câu lạc bộ sau liên kết với FK Dukla Banská Bystrica:
- FC Viktoria Plzeň (2014-2017)[2]

## Tài trợ
| Giai đoạn | Nhà sản xuất trang phục | Nhà tài trợ áo đấu |
| --------- | ----------------------- | ------------------ |
| 1998-2000 | Adidas                  | OVP Orava          |
| 2000-2001 | ATAK                    | Národná obroda     |
| 2001-2002 | Reebok                  | FORZA              |
| 2002-2003 | ATAK                    | Národná obroda     |
| 2003-2004 | ATAK                    | FORZA              |
| 2004-2006 | Kappa                   | PM Zbrojníky       |
| 2006-2008 | NIKE                    | Dôvera             |
| 2008-2011 | Adidas                  | Dôvera             |
| 2011-2013 | Adidas                  | Express Slovakia   |
| 2013-2017 | Adidas                  | none               |
| 2017-2019 | NIKE                    | none               |
| 2019-     | NIKE                    | Fajne              |

## Đội hình hiện tại
Tính đến ngày 31 tháng 1 năm 2020

Ghi chú: Quốc kỳ chỉ đội tuyển quốc gia được xác định rõ trong điều lệ tư cách FIFA. Các cầu thủ có thể giữ hơn một quốc tịch ngoài FIFA.
| Số | VT | Quốc gia | Cầu thủ                  |
| -- | -- | -------- | ------------------------ |
| 1  | TM | Slovakia | Adam Krejčí              |
| 3  | TV | Slovakia | Branislav Žilinec        |
| 4  | HV | Slovakia | Viktor Tóth              |
| 5  | HV | Slovakia | Erik Gaško               |
| 8  | TĐ | Slovakia | Matej Starší             |
| 7  | TV | Slovakia | Blažej Vaščák            |
| 9  | TĐ | Slovakia | Lukáš Laksík             |
| 10 | TĐ | Slovakia | Jozef Dolný              |
| 11 | TV | Slovakia | Peter Kolláti            |
| 12 | HV | Slovakia | Ľuboš Kupčík             |
| 16 | TV | Slovakia | Gabriel Snitka (đội phó) |

| Số | VT | Quốc gia   | Cầu thủ                 |
| -- | -- | ---------- | ----------------------- |
| 17 | TĐ | Slovakia   | Róbert Polievka         |
| 18 | TĐ | Slovakia   | Oto Malík               |
| 19 | HV | Slovakia   | Patrik Prikryl          |
| 21 | HV | Slovakia   | Lukáš Migaľa            |
| 23 | TM | Slovakia   | Július Nôta             |
| 27 | HV | Slovakia   | Patrik Vajda            |
| 34 | HV | Serbia     | Saša Savić (đội trưởng) |
| 41 | TV | Slovakia   | Ľubomír Willwéber       |
| —  | TĐ | Montenegro | Miladin Vujošević       |
| —  | HV | Slovakia   | Ján Nosko               |

Về các chuyển nhượng gần đây, xem Danh sách chuyển nhượng bóng đá Slovakia hè 2019.

## Kết quả

### Lịch sử Giải vô địch và Cúp
Chỉ có Slovak League (1993-2017)
| Mùa giải | Hạng đấu                      | Thứ hạng | St | T  | H  | B  | BT | BB | Đ  | Cúp bóng đá Slovakia | Europe | Europe                 | Vua phá lưới (Số bàn thắng)            |
| -------- | ----------------------------- | -------- | -- | -- | -- | -- | -- | -- | -- | -------------------- | ------ | ---------------------- | -------------------------------------- |
| 1993-94  | thứ 1 (Mars Superliga)        | 9/(12)   | 32 | 9  | 9  | 14 | 31 | 43 | 27 | Tứ kết               |        |                        |                                        |
| 1994-95  | thứ 1 (Mars Superliga)        | 5/(12)   | 32 | 12 | 8  | 12 | 53 | 44 | 44 | Vòng 1               |        |                        | Róbert Semeník (18)                    |
| 1995-96  | thứ 1 (Mars Superliga)        | 4/(12)   | 32 | 12 | 11 | 9  | 39 | 36 | 47 | Semi-finals          |        |                        | Norbert Toman (6)                      |
| 1996-97  | thứ 1 (Mars Superliga)        | 5/(16)   | 30 | 13 | 5  | 12 | 48 | 37 | 44 | Vòng 2               |        |                        | Ivan Lapšanský (9)                     |
| 1997-98  | thứ 1 (Mars Superliga)        | 13/(16)  | 30 | 7  | 9  | 14 | 32 | 46 | 30 | Tứ kết               |        |                        | Štefan Rusnák (8)                      |
| 1998-99  | thứ 1 (Mars Superliga)        | 11/(16)  | 30 | 8  | 10 | 12 | 34 | 46 | 34 | Á quân               |        |                        | Štefan Rusnák (11) Ľubomír Faktor (11) |
| 1999-00  | thứ 1 (Mars Superliga)        | 15/(16)  | 30 | 7  | 2  | 21 | 27 | 53 | 23 | Semi-finals          | UC     | 1.R ( AFC Ajax)        | Ľubomír Faktor (6)                     |
| 2000-01  | thứ 2 (1. Liga)               | 11/(18)  | 34 | 13 | 7  | 14 | 39 | 32 | 46 | Tứ kết               |        |                        | Eugen Bari (4) Jaroslav Kamenský (4)   |
| 2001-02  | thứ 2 (1. Liga)               | 6/(16)   | 30 | 11 | 11 | 8  | 44 | 32 | 44 | Vòng 1               |        |                        | Ivan Bartoš (17)                       |
| 2002-03  | thứ 2 (1. Liga)               | 1/(16)   | 30 | 21 | 6  | 3  | 53 | 18 | 69 | Vòng 1               |        |                        | Ivan Bartoš (10)                       |
| 2003-04  | thứ 1 (Corgoň Liga)           | 2/(10)   | 36 | 17 | 13 | 6  | 58 | 36 | 64 | Vòng 2               |        |                        | Róbert Semeník (15)                    |
| 2004-05  | thứ 1 (Corgoň Liga)           | 3/(10)   | 36 | 13 | 13 | 10 | 45 | 38 | 52 | Winner               | UC     | 1.R ( S.L. Benfica)    | Martin Jakubko (14)                    |
| 2005-06  | thứ 1 (Corgoň Liga)           | 6/(10)   | 36 | 12 | 6  | 18 | 37 | 42 | 42 | Vòng 2               | UC     | Q2 ( Groclin Grodzisk) | Róbert Semeník (18)                    |
| 2006-07  | thứ 1 (Corgoň Liga)           | 7/(12)   | 28 | 7  | 6  | 15 | 24 | 46 | 27 | Tứ kết               |        |                        | Ivan Lietava (9)                       |
| 2007-08  | thứ 1 (Corgoň Liga)           | 8/(12)   | 33 | 10 | 9  | 14 | 41 | 37 | 39 | Vòng 2               |        |                        | Michal Ďuriš (6)                       |
| 2008-09  | thứ 1 (Corgoň Liga)           | 10/(12)  | 33 | 9  | 8  | 16 | 30 | 39 | 35 | Vòng 2               |        |                        | Dušan Uškovič (8)                      |
| 2009-10  | thứ 1 (Corgoň Liga)           | 3/(12)   | 33 | 15 | 11 | 7  | 45 | 30 | 56 | Vòng 2               |        |                        | Dušan Uškovič (7)                      |
| 2010-11  | thứ 1 (Corgoň Liga)           | 5/(12)   | 33 | 13 | 9  | 11 | 39 | 32 | 48 | Vòng 3               | UC     | Q2 ( FC Zestafoni)     | Róbert Pich (7)                        |
| 2011-12  | thứ 1 (Corgoň Liga)           | 9/(12)   | 33 | 9  | 10 | 14 | 37 | 44 | 37 | Vòng 1               |        |                        | Martin Jakubko (10)                    |
| 2012-13  | thứ 1 (Corgoň Liga)           | 9/(12)   | 33 | 9  | 11 | 13 | 28 | 32 | 38 | Tứ kết               |        |                        | Matúš Turňa (6)                        |
| 2013-14  | thứ 1 (Corgoň Liga)           | 8/(12)   | 33 | 11 | 9  | 13 | 48 | 48 | 42 | Vòng 2               |        |                        | Pavol Jurčo (8) Fabián Slančík (8)     |
| 2014-15  | thứ 1 (Fortuna Liga)          | 12/(12)  | 33 | 4  | 10 | 19 | 29 | 57 | 22 | Semi-finals          |        |                        | Patrik Vajda (7)                       |
| 2015-16  | thứ 2 (DOXXbet Liga)          | 13/(24)  | 32 | 16 | 5  | 11 | 45 | 33 | 53 | Vòng 3               |        |                        | Endy Opoku Bernadina (7)               |
| 2016-17  | thứ 2 (DOXXbet liga)          | 17/(24)  | 32 | 10 | 6  | 16 | 36 | 55 | 36 | Vòng 3               |        |                        | Radoslav Ďanovský (12)                 |
| 2017-18  | thứ 3 (TIPOS III.liga Middle) | 1/(16)   | 30 | 21 | 6  | 3  | 60 | 18 | 69 | Không tham gia       |        |                        | Lukáš Laksik (17)                      |
| 2018-19  | thứ 2 (II. liga)              | 6/(16)   | 30 | 12 | 10 | 8  | 49 | 35 | 46 | Vòng 3               |        |                        | Róbert Polievka (9)                    |

## Lịch sử giải đấu châu Âu

### Thuộc UEFA
| Mùa giải | Giải đấu      | Vòng | Quốc gia   | Câu lạc bộ       | Sân nhà | Sân khách | Chung cuộc |
| -------- | ------------- | ---- | ---------- | ---------------- | ------- | --------- | ---------- |
| 1984-85  | UEFA Cup      | 1    | Đức        | Mönchengladbach  | 2-3     | 1-4       | 3-7        |
| 1999-00  | UEFA Cup      | 1    | Hà Lan     | Ajax             | 1-3     | 1-6       | 2-9        |
| 2004-05  | UEFA Cup      | Q1   | Azerbaijan | Qarabağ FK       | 3-0     | 1-0       | 4-0        |
| 2004-05  | UEFA Cup      | Q2   | Thụy Sĩ    | FC Wil           | 3-1     | 1-1       | 4-2        |
| 2004-05  | UEFA Cup      | 1    | Bồ Đào Nha | Benfica          | 0-3     | 0-2       | 0-5        |
| 2005-06  | UEFA Cup      | Q2   | Ba Lan     | Groclin Grodzisk | 0-0     | 1-4       | 1-4        |
| 2010-11  | Europa League | Q2   | Gruzia     | FC Zestafoni     | 1-0     | 0-3       | 1-3        |

### Không thuộc UEFA
| Mùa giải | Giải đấu      | Vòng    | Quốc gia  | Câu lạc bộ         | Sân nhà | Sân khách |
| -------- | ------------- | ------- | --------- | ------------------ | ------- | --------- |
| 1991     | Intertoto Cup | Group 4 | Đan Mạch  | Silkeborg IF       | 2-0     | 4-1       |
| 1991     | Intertoto Cup | Group 4 | Thụy Điển | Hammarby IF        | 0-1     | 2-1       |
| 1991     | Intertoto Cup | Group 4 | Đức       | FC Energie Cottbus | 1-0     | 2-0       |

## Kỉ lục cầu thủ

### Nhiều bàn thắng nhất
| # | Quốc tịch | Cầu thủ        | Số bàn thắng |
| - | --------- | -------------- | ------------ |
| 1 | Tiệp Khắc | Milan Nemec    | 74           |
| 2 | Slovakia  | Róbert Semeník | 72           |
| 3 | Slovakia  | Pavol Diňa     | 59           |
| 4 | Slovakia  | Martin Jakubko | 38           |
| 5 | Slovakia  | Štefan Rusnák  | 34           |
| 6 | Slovakia  | Dušan Uškovič  | 27           |

## Cầu thủ đáng chú ý
Từng thi đấu cho các đội tuyển quốc gia tương ứng. Các cầu thủ có tên in đậm thi đấu cho đội tuyển quốc gia khi thi đấu cho Dukla.
Xem thêm đây.
- Marián Bochnovič
- Vladimír Borovička
- Marián Brezina
- Jozef Bubenko
- Ivan Bilský
- Martin Chrien
- Miroslav Chvíla
- Ondrej Daňko
- Pavol Diňa
- Ondrej Debnár
- Michal Ďuriš
- Peter Dzúrik
- Martin Fabuš
- Ľubomír Faktor
- Peter Fieber
- Michal Filo
- Vratislav Greško
- Norbert Gyömbér
- Marián Had
- Andrej Hesek
- Viliam Hýravý
- Martin Jakubko
- Ladislav Jurkemik
- Marek Kaščák
- Dušan Keketi
- Vladimír Kinier
- Jan Kliment
- Maroš Klimpl
- Ján Kocian
- Tihomir Kostadinov
- Ivan Kozák
- František Kunzo
- Marián Kurty
- Vladimír Labant
- Vladimír Leitner
- Ľubomír Luhový
- Filip Lukšík
- Marián Masný
- Pavol Michalík
- Rastislav Michalík
- Stanislav Moravec
- Milan Nemec
- Martin Obšitník
- Branislav Obžera
- Anton Ondruš
- Michal Pančík (born 1971)
- Michal Pančík (born 1982)
- Viktor Pečovský
- Dejan Peševski
- Marek Penksa
- Ladislav Petráš
- Jozef Pisár
- Ján Pivarník
- Martin Poljovka
- Jaroslav Pollák
- Karol Praženica
- Štefan Rusnák
- Kornel Saláta
- Pavol Sedlák
- Stanislav Seman
- Róbert Semeník
- Ján Solár
- Miroslav Sovič
- Zdeno Štrba
- Tomáš Stúpala
- Dionatan Teixeira
- Dušan Tóth
- Dušan Vrťo
- Tibor Zátek
- Peter Zelenský

## Huấn luyện viên
| - Arnošt Hložek (1966-67) - Bohumil Musil (1969-71) - Oldřich Bříza (197?-79) - Juraj Lakota (1980) - Jozef Adamec (1981-87) - Anton Dragúň (1987-89) - Stanislav Jarábek (1989-91) - Jozef Adamec (1991) - Anton Hrušecký (1991-9?) - Anton Jánoš (1993-95) - Ján Ilavský (199?-96) | - Ján Kocian (1996-97) - Peter Benedik (1996-97) - Stanislav Jarábek (1998-99) - Miloš Tagos (1999-00) - Igor Novák (2000-01) - Anton Jánoš (2001-03) - Ladislav Molnár (2003-04) - Václav Daněk (2004-05) - Dušan Radolský (2006) - Ladislav Molnár (2007) - Štefan Horný (Sept 25, 2007 - Aug 27, 2008) | - Anton Jánoš (Aug 26, 2008 - Nov 30, 2008) - Jozef Jankech (Dec 1, 2008 - ngày 30 tháng 6 năm 2010) - Karol Marko (ngày 1 tháng 7 năm 2010 - Nov 8, 2010) - Štefan Zaťko (Nov 8, 2010 - ngày 30 tháng 6 năm 2011) - Norbert Hrnčár (ngày 1 tháng 7 năm 2012 - Oct 9, 2014) - Štefan Rusnák (Oct 9, 2014 - ngày 26 tháng 6 năm 2015) - Ľubomír Faktor (ngày 26 tháng 6 năm 2015 - ngày 18 tháng 10 năm 2016) - Dušan Tóth (ngày 18 tháng 10 năm 2016 - ngày 26 tháng 9 năm 2018) - Stanislav Varga (ngày 26 tháng 9 năm 2018 -) |